# William Yarborough
William Pelham Yarborough (Seattle, 12 maggio 1912 – Southern Pines, 6 dicembre 2005) è stato un generale statunitense.